# Idalys Ortiz
Idalys Ortiz Bocourt (Pinar del Río, 27 de setembre de 1989) és una judoka cubana que competeix en la categoria de pes pesat (actualment +78 kg). Ha participat en 4 Olimpíades obtenint quatre medalles: bronze a Pequín 2008, or a Londres 2012, plata a Rio de Janeiro 2016 i plata a Tòquio 2020. A més ha guanyat 8 medalles (2 d'or) als Campionats del Món, 4 medalles d'or als Jocs Panamericans i 16 medalles (14 d'or) al Campionat Panamericà.

## Trajectòria internacional
| Jocs Olímpics        | Jocs Olímpics                    | Jocs Olímpics | Jocs Olímpics |
| Any                  | Lloc                             | Medalla       | Categoria     |
| -------------------- | -------------------------------- | ------------- | ------------- |
| 2008                 | Pequín ( R.P. de la Xina)        | 3             | +78 kg        |
| 2012                 | Londres ( Regne Unit)            | 1             | +78 kg        |
| 2016                 | Rio de Janeiro ( Brasil)         | 2             | +78 kg        |
| 2020                 | Tòquio ( Japó)                   | 2             | +78 kg        |
| 2024                 | París ( França)                  |               |               |
| Campionat Mundial    |                                  |               |               |
| Any                  | Lloc                             | Medalla       | Categoria     |
| 2007                 | Rio de Janeiro ( Brasil)         | 5a posició    | Oberta        |
| 2009                 | Rotterdam ( Països Baixos)       | 3             | +78 kg        |
| 2010                 | Tòquio ( Japó)                   | 3             | +78 kg        |
| 2011                 | París ( França)                  | 5a posició    |               |
| 2013                 | Rio de Janeiro ( Brasil)         | 1             | +78 kg        |
| 2014                 | Txeliàbinsk ( Rússia)            | 1             | +78 kg        |
| 2015                 | Astanà ( Kazakhstan)             | 3             | +78 kg        |
| 2017                 | Marràqueix ( Marroc)             | 3             | Oberta        |
| 2018                 | Bakú ( Azerbaidjan)              | 2             | +78 kg        |
| 2019                 | Tòquio ( Japó)                   | 2             | +78 kg        |
| 2021                 | Budapest ( Hongria)              | 5a posició    | +78 kg        |
| 2022                 | Taixkent ( Uzbekistan)           | 7a posició    | +78 kg        |
| 2023                 | Doha ( Qatar)                    | DNS           | +78 kg        |
| 2024                 | Abu Dhabi ( Emirats Àrabs Units) | 1/8 final     | +78 kg        |
| Jocs Panamericans    |                                  |               |               |
| Any                  | Lloc                             | Medalla       | Categoria     |
| 2011                 | Guadalajara ( Mèxic)             | 1             | +78 kg        |
| 2015                 | Toronto ( Canadà)                | 1             | +78 kg        |
| 2019                 | Lima ( Perú)                     | 1             | +78 kg        |
| 2023                 | Santiago ( Xile)                 | 1             | +78 kg        |
| Campionat Panamericà |                                  |               |               |
| Any                  | Lloc                             | Medalla       | Categoria     |
| 2007                 | Mont-real ( Canadà)              | 1             | Oberta        |
| 2008                 | Miami ( Estats Units)            | 1             | +78 kg        |
| 2009                 | Buenos Aires ( Argentina)        | 1             | +78 kg        |
| 2009                 | Buenos Aires ( Argentina)        | 1             | Oberta        |
| 2010                 | San Salvador ( El Salvador)      | 1             | +78 kg        |
| 2010                 | San Salvador ( El Salvador)      | 1             | Oberta        |
| 2011                 | Guadalajara ( Mèxic)             | 1             | +78 kg        |
| 2012                 | Mont-real ( Canadà)              | 1             | +78 kg        |
| 2013                 | San José ( Costa Rica)           | 1             | +78 kg        |
| 2014                 | Guayaquil ( Equador)             | 1             | +78 kg        |
| 2015                 | Edmonton ( Canadà)               | 1             | +78 kg        |
| 2016                 | l'Havana ( Cuba)                 | 1             | +78 kg        |
| 2018                 | San José ( Costa Rica)           | 1             | +78 kg        |
| 2019                 | Lima ( Perú)                     | 1             | +78 kg        |
| 2023                 | Calgary ( Canadà)                | 2             | +78 kg        |
| 2024                 | Rio de Janeiro ( Brasil)         | 3             | +78 kg        |